# مارتن لويس (ملحن)
مارتن لويس (بالإنجليزية: Martin Lewis)‏ هو ملحن ومنتج أسطوانات وصحفي أمريكي، ولد في 24 يوليو 1952 في Ashtead ‏ في المملكة المتحدة.

## وصلات خارجية
- مارتن لويس على موقع IMDb (الإنجليزية)
- مارتن لويس على موقع ميوزك برينز (الإنجليزية)
- مارتن لويس على موقع قاعدة بيانات الفيلم (الإنجليزية)